# Colby Covington
Colby Ray Covington (Clovis, 22 febbraio 1988) è un artista marziale misto statunitense.
Combatte nella divisione dei pesi welter per l'organizzazione statunitense UFC, nella quale è stato campione ad interim di categoria nel 2018.

## Biografia
Nato in California, all'età di undici anni Covington si è trasferito con la famiglia nell'Oregon. Comincia a dedicarsi alla lotta libera ai tempi delle scuole superiori e prosegue vincendo vari titoli nazionali anche al college (dove per un periodo è compagno di stanza di Jon Jones). Nel 2011 si laurea in sociologia.
Covington si è auto-proclamato il "supercattivo" della UFC, esibendo spesso un trash-talking ai limiti dell'offesa personale: dopo l'incontro con Maia, avvenuto a San Paolo, ha inveito aspramente contro la folla per il trattamento ricevuto durante il suo soggiorno e l'incontro e la UFC, preoccupata per la sua sicurezza, lo fece scortare immediatamente su un volo che lo riportò in patria; l'americano, successivamente, venne duramente criticato da colleghi e media per l'epiteto "filthy animals" (animali schifosi) rivolto alla platea e per aver definito "una discarica" il paese. A causa di queste offese Covington verrà attaccato dal collega Fabrício Werdum il quale, a dire dell'americano, dopo averlo colpito con un pugno al volto gli scaglia addosso un boomerang; lo scontro tra i due viene prontamente interrotto da amici e sicurezza.
Il comportamento di Covington prosegue anche sui social media, a mezzo dei quali insulta spesso colleghi e fan e in alcuni occasioni ha anche anticipato la fine di alcuni film di successo. Nel 2016 ha apertamente sostenuto la candidatura alla Presidenza degli Stati Uniti di Donald Trump, poi vincitore, e dopo aver vinto il titolo ad interim dei pesi welter ha affermato di volersi recare alla Casa Bianca per mostrargli la cintura come da tradizione dello sport americano, cosa poi realizzatasi il 2 agosto 2018.
In occasione della promozione del suo incontro per il titolo contro Kamaru Usman ha fatto spesso riferimento alla recente morte del manager del nigeriano nonché fondatore del team dei Blackzilians Glenn Robinson, mentre dopo la sconfitta nell'incontro per il titolo ha accusato l'arbitro Marc Goddard di essersi fatto influenzare dalla sua visione politica anti-Trump.

## Caratteristiche tecniche
Covington si affida soprattutto alla sua ottima esperienza nella lotta libera sfruttando gli atterramenti tipici di essa per raggiungere una posizione dominante sull'avversario; è inoltre dotato di ottime doti aerobiche che gli consentono di mantenere sempre un ritmo elevato. Migliorato nello striking, con un ottimo volume di colpi portati ai danni dell'avversario

## Carriera nelle arti marziali miste

### Ultimate Fighting Championship
Dopo aver messo insieme un record di 5-0 in alcune federazioni minori tra il 2012 e il 2014, Covington sigla un contratto con la UFC in quest'ultimo anno e compie il suo esordio il 23 agosto a UFC Fight Night 48 contro Anying Wang, trionfando via sottomissione verbale al primo round.
Disputa il suo secondo match l'8 novembre a UFC Fight Night 56 contro il brasiliano Wagner Silva, il quale è in grado di sottomettere alla terza ripresa in un match a senso unico.
Torna in azione sei mesi dopo per sfidare Mike Pyle all'evento UFC 187, in sostituzione di un infortunato Sean Spencer. Covington ne emergerà vittorioso via decisione unanime.
Conclude la sua annata il 12 dicembre contro Warlley Alves a UFC 194, venendo però sottomesso alla prima tornata. Si tratta della sua prima sconfitta da professionista.
Il 18 giugno 2016 a UFC Fight Night 89 doveva vedersela con Alex Garcia, ma un infortunio subito da quest'ultimo lo porta ad essere sostituito dal neoarrivato Jonathan Meunier. Covington ne uscirà vittorioso grazie ad una sottomissione al terzo round.
Ritorna sull'ottagono quasi subito, il 20 agosto a UFC 202, superando Max Griffin via ground and pound al terzo round.
Il 17 dicembre affronta Bryan Barberena a UFC on Fox 22, vincendo ai punti dopo tre riprese.
Dopo una breve pausa, compie il suo ritorno sei mesi dopo per sfidare il numero sette di categoria Kim Dong-hyun all'evento UFC Fight Night 111. Lo statunitense riesce ad imporsi nettamente ai punti dopo tre round, facendo valere la sua superiorità nella lotta a terra.
Il 28 ottobre torna sul ring a UFC Fight Night 119 per sfidare il brasiliano ed esperto specialista di Jiu-Jitsu Demian Maia. Il brasiliano fatica a portare a terra Covington che si difende bene, ne nasce uno scontro caratterizzato da un violento scambio i colpi in piedi. Dopo uno scambio decisamente violento ma abbastanza equilibrato, il terzo round vede Maia in fase nettamente calante e l'americano Covington riesce a sopraffarlo vincendo per decisione unanime l'incontro.
Il 9 giugno 2018 affronta un'altra leggenda brasiliana delle MMA, l'ex campione dei pesi leggeri e peso welter numero uno Rafael dos Anjos, con in palio il titolo ad interim; dopo cinque round serrati, Covington viene dichiarato vincitore. Torna a combattere il 3 agosto 2019 imponendosi di nuovo per decisione su un altro ex campione, stavolta dei pesi welter, Robbie Lawler.
Il 14 dicembre 2019 affronta il campione in carica Kamaru Usman per unificare le cinture dei pesi welter: dopo un incontro molto serrato, al quinto round viene sconfitto per KO tecnico. Entrambi gli atleti vengono premiati con il riconoscimento Fight of the Night.
Il 19 settembre 2020 affronta l'ex campione dei pesi welter Tyron Woodley, vincendo per KO tecnico alla quinta ripresa.
Il 6 novembre 2021 torna ad affrontare Usman per il titolo dei pesi welter, perdendo per decisione unanime al termine di un incontro equilibrato.
Covington tornerà nell'ottagono dopo soli 3 mesi per affrontare Jorge Masvidal. L'incontro terminerà con una vittoria per decisione unanime.

## Risultati nelle arti marziali miste
| Risultato | Record | Avversario       | Metodo                               | Evento                                  | Data              | Round | Tempo | Città                        | Note                                                  |
| --------- | ------ | ---------------- | ------------------------------------ | --------------------------------------- | ----------------- | ----- | ----- | ---------------------------- | ----------------------------------------------------- |
| Sconfitta | 17-5   | Joaquin Buckley  | KO tecnico (stop medico)             | UFC on ESPN: Covington vs Buckley       | 15 dicembre 2024  | 3     | 4:42  | Tampa, Stati Uniti           |                                                       |
| Sconfitta | 17-4   | Leon Edwards     | Decisione (unanime)                  | UFC 296                                 | 16 dicembre 2023  | 5     | 5:00  | Las Vegas, Stati Uniti       | Per il titolo dei pesi welter UFC                     |
| Vittoria  | 17-3   | Jorge Masvidal   | Decisione (unanime)                  | UFC 272: Covington vs. Masvidal         | 6 marzo 2022      | 5     | 5:00  | Las Vegas, Stati Uniti       | Fight of the Night                                    |
| Sconfitta | 16-3   | Kamaru Usman     | Decisione (unanime)                  | UFC 268: Usman vs. Covington 2          | 6 novembre 2021   | 5     | 5:00  | New York, Stati Uniti        | Per il titolo dei pesi welter UFC                     |
| Vittoria  | 16-2   | Tyron Woodley    | KO tecnico (infortunio alle costole) | UFC Fight Night: Covington vs. Woodley  | 19 settembre 2020 | 5     | 1:19  | Las Vegas, Stati Uniti       |                                                       |
| Sconfitta | 15-2   | Kamaru Usman     | KO tecnico (pugni)                   | UFC 245: Usman vs. Covington            | 14 dicembre 2019  | 5     | 4:10  | Las Vegas, Stati Uniti       | Per il titolo dei pesi welter UFC. Fight of the Night |
| Vittoria  | 15-1   | Robbie Lawler    | Decisione (unanime)                  | UFC on ESPN: Covington vs. Lawler       | 3 agosto 2019     | 5     | 5:00  | Newark, Stati Uniti          |                                                       |
| Vittoria  | 14-1   | Rafael dos Anjos | Decisione (unanime)                  | UFC 225: Whittaker vs. Romero 2         | 9 giugno 2018     | 5     | 5:00  | Chicago, Stati Uniti         | Vince il titolo dei pesi welter UFC ad interim        |
| Vittoria  | 13-1   | Demian Maia      | Decisione (unanime)                  | UFC Fight Night: Brunson vs. Machida    | 28 ottobre 2017   | 3     | 5:00  | San Paolo, Brasile           |                                                       |
| Vittoria  | 12-1   | Kim Dong-hyun    | Decisione (unanime)                  | UFC Fight Night: Holm vs. Correia       | 17 giugno 2017    | 3     | 5:00  | Kallang, Singapore           |                                                       |
| Vittoria  | 11-1   | Bryan Barberena  | Decisione (unanime)                  | UFC on Fox: VanZant vs. Waterson        | 17 dicembre 2016  | 3     | 5:00  | Sacramento, Stati Uniti      |                                                       |
| Vittoria  | 10-1   | Max Griffin      | KO tecnico (pugni)                   | UFC 202: Diaz vs. McGregor 2            | 20 agosto 2016    | 3     | 2:18  | Las Vegas, Stati Uniti       |                                                       |
| Vittoria  | 9-1    | Jonathan Meunier | Sottomissione (rear-naked choke)     | UFC Fight Night: MacDonald vs. Thompson | 18 giugno 2016    | 3     | 0:54  | Ottawa, Canada               |                                                       |
| Sconfitta | 8-1    | Warlley Alves    | Sottomissione (ghigliottina)         | UFC 194: Aldo vs. McGregor              | 12 dicembre 2015  | 1     | 1:26  | Las Vegas, Stati Uniti       |                                                       |
| Vittoria  | 8-0    | Mike Pyle        | Decisione (unanime)                  | UFC 187: Johnson vs. Cormier            | 23 maggio 2015    | 3     | 5:00  | Las Vegas, Stati Uniti       |                                                       |
| Vittoria  | 7-0    | Wagner Silva     | Sottomissione (rear-naked choke)     | UFC Fight Night: Shogun vs. St. Preux   | 8 novembre 2014   | 3     | 5:00  | Kallang, Singapore           |                                                       |
| Vittoria  | 6-0    | Anying Wang      | KO (pugni)                           | UFC Fight Night: Bisping vs. Le         | 23 agosto 2014    | 1     | 4:50  | Macao, Cina                  | Debutto in UFC                                        |
| Vittoria  | 5-0    | Jay Ellis        | Sottomissione (triangolo di braccio) | AFC 21: The Return                      | 16 maggio 2014    | 1     | 2:49  | Hollywood, Stati Uniti       |                                                       |
| Vittoria  | 4-0    | Jose Caceres     | Decisione (unanime)                  | CFA 12: Sampo vs. Thao                  | 12 ottobre 2013   | 3     | 5:00  | Coral Gables, Stati Uniti    |                                                       |
| Vittoria  | 3-0    | Jason Jackson    | Decisione (unanime)                  | Fight Time 10: It's Personal            | 22 giugno 2012    | 3     | 5:00  | Fort Lauderdale, Stati Uniti |                                                       |
| Vittoria  | 2-0    | David Heyes      | Sottomissione (triangolo di braccio) | Fight Time 9: MMA Explosion             | 27 aprile 2012    | 2     | 1:42  | Fort Lauderdale, Stati Uniti |                                                       |
| Vittoria  | 1-0    | Chris Ensley     | KO Tecnico (infortunio)              | Midtown Throwdown 3                     | 11 febbraio 2012  | 1     | 1:21  | Eugene, Stati Uniti          | Debutto nei pesi welter                               |